# Luis Alcaide
Luis Alcaide de la Rosa (Madrid 18 de abril de 1933) es un economista, analista y escritor español experto en política monetaria y en comercio exterior.

## Trayectoria profesional
Al finalizar la guerra civil española, en 1939, con tan solo 6 años,  se trasladó con su familia a Guinea Española. Estudió interno el bachillerato en el Instituto Ramiro de Maeztu de Madrid con una beca de la Dirección General de Marruecos y Colonias. Posteriormente se licenció en la Facultad de Derecho de la Universidad Complutense de Madrid.  Participó en las movilizaciones estudiantiles de 1956, formó parte ese mismo año, de la reunión fundacional de la ASU (Agrupación Socialista Universitaria) y Miembro de la Agrupación Socialista Universitaria en Madrid. En mayo de 1961 aprobó las oposiciones a Técnico Comercial del Estado, trabajando para el gobierno español, ocupando su primer destino en el extranjero en 1964 como agregado comercial  siendo nombrado representante del Instituto Español de Moneda Extranjera en Rumanía, con competencia también para Bulgaria y Yugoslavia.
En 1970 regresó a España y se incorporó como funcionario Técnico Comercial del Estado al Ministerio de Comercio, posteriormente fue nombrado subdirector general del Ministerio de Comercio en 1974.
Desarrolló una etapa de su carrera  en el Banco de España, con el gobernador Mariano Rubio,  asumiendo diferentes puestos en el organigrama de esta institución,  tales como jefe de oficina en 1978, posteriormente jefe de prensa del mismo y director de comunicaciones de la misma institución.
Considerado un hombre de la confianza de Carlos Solchaga, en 1988 el Consejo de Ministros aprobó el nombramiento de Luis Alcalde al frente de la Dirección General de Transacciones Exteriores del Ministerio de Economía y Hacienda. Un año después fue designado director general de Patrimonio del Estado, con responsabilidades en los grandes eventos internacionales como la Exposición Universal de Sevilla y en las Olimpiadas de Barcelona en 1992 y en empresas públicas dependientes de Patrimonio del Estado como Telefónica, Tabacalera y el Banco Exterior. Consejero en la Representación de España ante las Comunidades, jubilándose en 2003. Desde 2012 a 2016 fue consejero de Prius Promociones y Desarrollo de Inversiones SL.
Ha sido asesor estatal en la Unión Europea. Colabora regularmente en Economía Exterior y Política Exterior. Es miembro fundador del Grupo Consejeros del Ministerio de Economía y Comercio español.

## Publicaciones
A lo largo de su carrera participó y creó diversos medios de comunicación  que sirvieran como plataforma de información con el fin de generar un nexo de unión entre los diferentes componentes,  asumió la dirección de la revista Información Comercial Española (ICE).
Fundador de la Revista Consejeros: la revista del buen gobierno y responsabilidad corporativa,  publicación dependiente del Ministerio de Economía y Comercio español.
Fue editorialista económico en el diario El País y colaboró en este medio con numerosos artículos entre 1977 y 1983. Posteriormente lo fue en Diario 16 entre 1985 y 1988.
En el año 1991, publicó en el medio Política Exterior,  Grupo editorial privado e independiente de análisis internacional en español, el artículo Inversiones japonesas en España. 
Dialnet recoge 87 artículos publicados en revistas especializadas, sobre temas de comercio exterior, la transición española, la Comunidad Europea etc .
Publica asiduamente en la revista independiente y autónoma  Capitalmadrid . En septiembre del año 2021, publica en este diario de  información empresarial y financiera el artículo titulado Energía y semiconductores trastocan el orden mundial 